# Aiguille du Tour
Die Aiguille du Tour ist ein 3540 m hoher Berg, der mit seinen beiden etwa gleich hohen Gipfeln die Grenze zwischen der Schweiz und Frankreich markiert. (Nach anderen Angaben erreicht der Nordgipfel eine Höhe von 3544 m und der Südgipfel 3542 m.)
Die Aiguille du Tour liegt zwischen dem Tourgletscher (Glacier du Tour) auf der französischen Seite im Westen und dem Trientgletscher (Plateau du Trient) auf der Walliser Seite im Osten.
Sie wird flankiert von der Aiguille du Pissoir (3440 m ü. M.) im Norden und der Aiguille Purtscheller (3475 m ü. M., benannt nach Ludwig Purtscheller, dem Erstersteiger dieser Nadel) im Süden.

## Erstbesteigung
Die erste Besteigung des Südgipfels erfolgte am 18. August 1864 durch C.G. Heathcote und Moritz Andermatten, die des etwas höheren Nordgipfels im August 1875 durch G. und E. Beraneck und E. Javelle.